# Siemiatkowski-Gletscher
Der Siemiatkowski-Gletscher ist ein etwa 40 km langer Gletscher im westantarktischen Marie-Byrd-Land. Er mündet in das der Ruppert-Küste vorgelagerte Nickerson-Schelfeis.
Der United States Geological Survey kartierte ihn anhand eigener Vermessungen und mithilfe von Luftaufnahmen der United States Navy aus den Jahren zwischen 1959 und 1965. Das Advisory Committee on Antarctic Names benannte ihn 1966 nach Edmond R. Siemiatkowski (1941–1970), Polarlichtphysiker auf der Byrd-Station im Jahr 1964.